# Anti-Atomkraft-Bewegung in Österreich

Die Anti-Atomkraft-Bewegung in Österreich entstand 1972 mit dem Bau des ersten österreichischen Kernkraftwerkes Zwentendorf in Zwentendorf an der Donau, etwa 30 km stromaufwärts von der Hauptstadt Wien.

## Atomkraftwerk Zwentendorf
Das Atomkraftwerk Zwentendorf war als Siedewasserreaktor mit einer Kapazität von 700 MW konzipiert und sollte etwa 10 % des österreichischen Strombedarfs produzieren. Doch im Juni 1978 kündigte der sozialdemokratische Bundeskanzler Bruno Kreisky eine Volksabstimmung in Österreich über die Inbetriebnahme des Kernkraftwerkes Zwentendorf für den 5. November 1978 über das Kernkraftwerk an. Das Referendum endete mit einer knappen Mehrheit gegen Zwentendorf. Fast zwei Drittel der Wähler (3,26 Millionen Menschen) gingen zu den Urnen und von diesen stimmten 49,5 % für und 50,5 % gegen das Atomkraftwerk. In Zwentendorf wurde nie Strom aus Kernenergie erzeugt.
Bundeskanzler Werner Faymann erwartete von den Anti-Atom-Petitionen, die 2012 in sechs Ländern der Europäischen Union begannen, den EU-Ausstieg aus der Kernenergie. Der EU-Vertrag von Lissabon, unterstützt von über einer Million Petitions-Unterschriften, erhöhte den Druck der Anti-Atom-Aktivisten.

## WAA-Wackersdorf

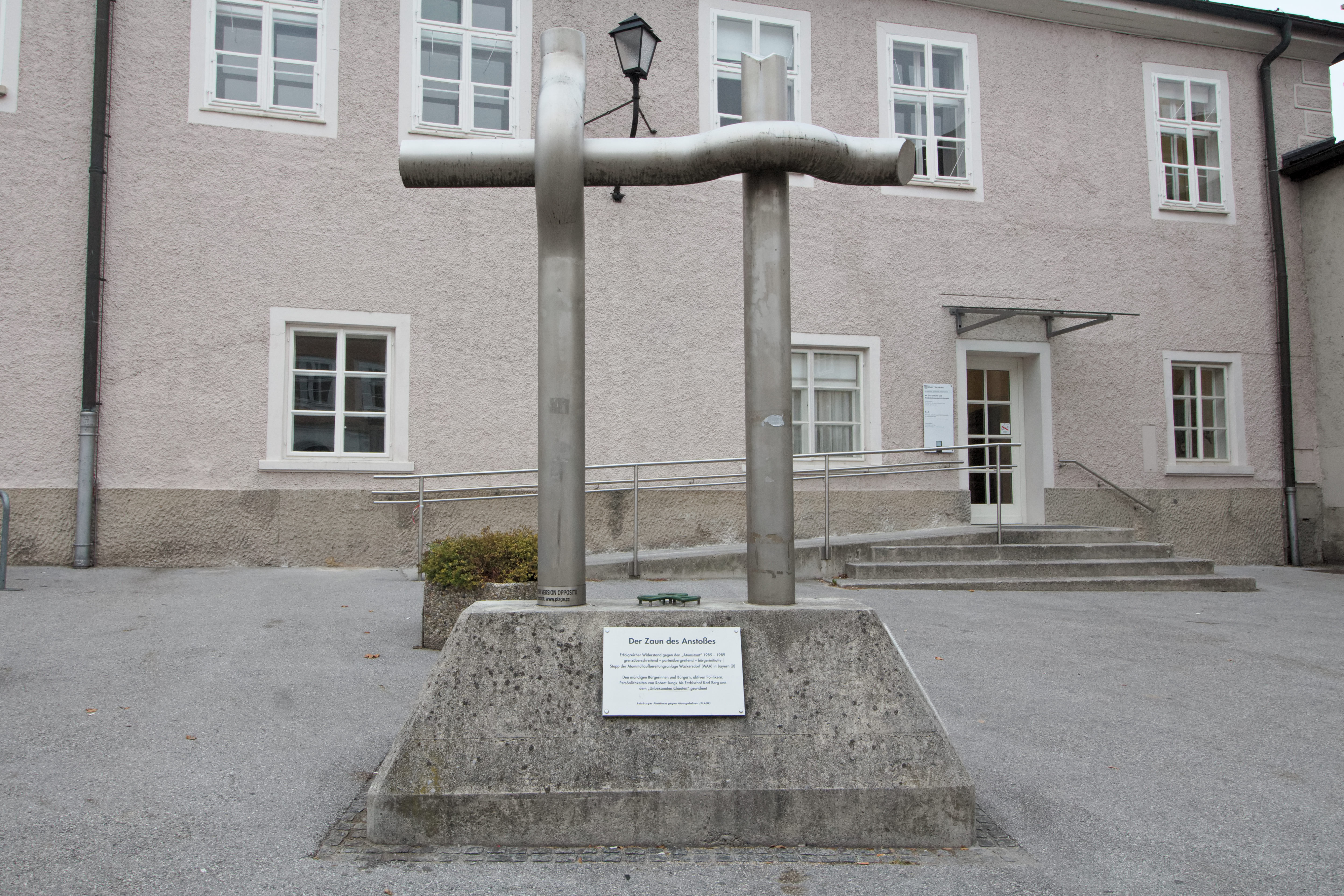
Zaun des Anstoßes / Wackersdorf-Widerstands-DenkMal / WAAhnMal

Auch der Widerstand gegen die bayerische Wiederaufarbeitungsanlage Wackersdorf kam massiv aus Österreich. Nach dem Aus der Anlage wurde 2000 auf dem Mozartplatz (Salzburg) zur Erinnerung und Mahnung der Zaun des Anstoßes von der Salzburger Plattform gegen Atomgefahren (PLAGE) errichtet.

## Organisationen
- Salzburger Plattform gegen Atomgefahren
- Die Grünen – Die Grüne Alternative (Österreich)
- Wiener Plattform Atomkraftfrei (Wien)[5]
- Anti Atom Komitee (Freistadt)[6]
- Mütter gegen Atomgefahr (Freistadt)[7]
- atomstopp_atomkraftfrei leben! (Linz)[8]
- Österreichische Mediziner gegen Gewalt und Atomgefahren / IPPNW Österreich[9]